# 皮羅戈夫卡 (溫基夫齊區)
49°5′39″N 27°8′29″E / 49.09417°N 27.14139°E
皮羅希夫卡（烏克蘭語：Пирогівка）是位於烏克蘭西部的村莊，由赫梅利尼茨基州裡赫梅利尼茨基區的溫基夫齊市鎮負責管轄。該村始建於1749年，面積2.24平方公里，海拔高度259米，2001年人口706，人口密度每平方公里315.5人。